# Аномалія висот
Аномалія висот — відстань від поверхні референц-еліпсоїда для точки, заданої геодезичними координатами. Використовується для переходу від нормальної до геодезичної висоти, а також при визначенні координат місця за спостереженнями супутників з рівневої поверхні (з поверхні океанів і відкритих морів).